# Медведєва Ірина Василівна
Ірина Василівна Медведєва (10 серпня 1958, Дубровне, Вагайський район, Тюменська область, СРСР — 12 березня 2021) — радянський і російський учений-медик, ректор Тюменського державного медичного університету, доктор медичних наук, академік Російської академії наук, професор, заслужений діяч науки РФ.

## Біографія
Народилася 10 серпня 1958 року в с. Дубровне Вагайського району Тюменської області.
У 1975 році закінчила Тюменську середню школу № 21 із золотою медаллю.
У 1981 році з відзнакою закінчила Тюменський державний медичний інститут (зараз Тюменський державний медичний університет — ТюмДМУ) і була прийнята в клінічну ординатуру при кафедрі внутрішніх хвороб.
У 1987 році захистила кандидатську дисертацію на тему: «Вплив аліментарних чинників на деякі патогенетичні механізми гіпертонічної хвороби».
У 1993 році захистила докторську дисертацію на тему: «Клініко-патогенетичне обґрунтування диференційованого використання аліментарних факторів у корекції артеріальної гіпертонії».
З 1994 року керує кафедрою госпітальної терапії з курсом ендокринології Тюменської державної медичної академії.
У 1995 році — присвоєно вчене звання професора.
З 2000 року — проректор з науково-дослідної роботи Тюменської державної медичної академії.
У 2002 році обрана членом-кореспондентом РАМН.
З жовтня 2013 року — обрано на посаду ректора Тюменської державної медичної академії.
У 2014 році обрана членом-кореспондентом РАН (у рамках приєднання РАМН до РАН).
У 2016 році обрана академіком РАН.

## Наукова та громадська діяльність
Засновник наукової школи з дослідження клінічних і популяційних аспектів змін клітинних мембран під впливом факторів харчування.
Автор серії праць, присвяченої основним патогенетичним механізмам формування, діагностиці, профілактичним та лікувальним програмам при метаболічному синдромі, ожирінні, артеріальній гіпертонії, жовчно-кам'яній хворобі у Тюменській області.
Ірина Медведєва є автором понад 500 наукових праць з проблем внутрішніх хвороб, 3 винаходів. Опублікувала 17 монографій, 5 підручників, 15 посібників для практичних лікарів.
Під керівництвом І. В. Медведєвої підготовлено і захищено 64 кандидатських і 14 докторських дисертацій.
Організатор і учасник ряду міжнародних симпозіумів та науково-практичних конференцій і з'їздів.
Голова проблемної комісії «Медико-соціальні та клінічні проблеми здоров'я населення Уральського територіально-промислового комплексу», член координаційної ради при апараті Повноважного представника Президента Російської Федерації в Уральському федеральному окрузі, член експертної ради з питань науки міністерства охорони здоров'я Російської Федерації.
Головний редактор журналу «Медична наука і освіта Уралу».
Член редакційної ради журналів «Системні гіпертензії», «Клінічна нефрологія», член редакційної колегії журналу «Уральський медичний журнал»".
Заступник голови спеціалізованої ради по захисту дисертацій за фахом «Внутрішні хвороби», «Кардіологія», «Педіатрія».

## Нагороди
- Заслужений діяч науки Російської Федерації (2004)

## Сім'я
- Чоловік: Шалаєв Сергій Васильович (нар. 1959) — доктор медичних наук, професор, заслужений діяч науки РФ, лікар вищої категорії, начальник обласного кардіологічного диспансеру, головний кардіолог департаменту охорони здоров'я Тюменської області, завідувач кафедри кардіології Тюменської медичної академії.
- Син: Шалаєв Василь Сергійович (нар. 1989) — аспірант Московського фізико-технічного інституту.

## Інтерв'ю
- Ирина Медведева: «Медицина — это качество, а врач — хороший человек»
- Ректор Тюменского ГМУ Ирина Медведева: «Мы работаем в тесном взаимодействии с практическим здравоохранением» [Архівовано 28 листопада 2020 у Wayback Machine.]